# كينغ منساه
كينغ منساه (بالفرنسية: King Mensah)‏ هو موسيقي توغولي، ولد في 12 أغسطس 1971.

## وصلات خارجية
- الموقع الرسمي
- كينغ منساه على موقع ميوزك برينز (الإنجليزية)